# Syntrichia
Syntrichia (Hårstjerne) er en slægt af mosser med omkring 90 arter i verden, hvoraf otte findes i Danmark.
Syntrichia betyder 'forenede hår' og hentyder til peristomets tænder som forenes i den nedre del, kaldet basalmembranen, der når langt ud af sporehusets munding.
Arterne i Syntrichia-slægten har cylindrisk sporehus med lang seta. Peristomtænderne er trådformede, papilløse og spiralformigt snoede. Låget har langt næb og hætten er asymmetrisk med en slids i den ene side.

## Danske arter
- Barkhårstjerne Syntrichia papillosa
- Butbladet hårstjerne Syntrichia latifolia
- Grøn hårstjerne Syntrichia virescens
- Kalkhårstjerne Syntrichia calcicola
- Bjerghårstjerne Syntrichia montana
- Spidsbladet hårstjerne Syntrichia ruraliformis
- Taghårstjerne Syntrichia ruralis
- Træhårstjerne Syntrichia laevipila